# 응우옌반히에우 (1929년)
응우옌반히에우(Nguyễn Văn Hiếu, 1929년 6월 23일 ~ 1975년 4월 8일)는 베트남의 군인이다. 베트남 전쟁 당시 남베트남 육군의 주요 지휘관의 한사람으로 여러 전투에서 승리를 거두었다.

## 생애
그는 1929년 중국 톈진에서 태어났다. 그는 상하이 의 오로라 대학을 졸업하고, 프랑스의 달라트 육군 사관학교에서 수학하였다. 그는 프랑스군 의 인맥, 남베트남 육군 3군 참모인 쩐반돈 대령과 친밀하게 지냈다.
그 뒤 미국 유학을 갔다가 1963년 귀국하였고, 남베트남 1사단장을 지냈다. 1963년에는 2군단 수석부관을 거쳐 22사단장에 두 번 임명되었다.(1964.9.17-10.24, 1966.6.23-8.14) 1969년에는 5사단장과 1군단장을 겸하였다.
1972년에는 반부패위원회의 차관급 부위원장을 거쳐 73년 10월에는 3군단 부사령관이 되었다. 1975년 자신의 집무실에서 의문의 변사체로 발견된다. 사망 직후 정부에서는 과실치사로 보고하였고 사망 원인은 자살로 처리되었으나 정확한 사인은 알려지지 않고 있다.